# نسیم نصر
نسیم نصر (یا نسیم ناصر؛ عربی: نسيم نصر؛ عبری: נסים נסר‎؛ زاده ۱۹۶۸) یک شهروند لبنانی و سابق اسرائیلی است که به اتهام جاسوسی برای حزب‌الله محکوم شد.
نصر در سال ۱۹۶۸ در لبنان از پدری مسلمان و مادری یهودی زاده شد که این زن پس از ازدواج به دین اسلام روی آورد. در سال ۱۹۸۲، نصر به اسرائیل نقل مکان کرد و طبق قانون بازگشت تابعیت اسرائیل را بدست آورد. او در خولون زندگی می‌کرد، و صاحب دو فرزند دختر شد. نزدیکان او در لبنان ماندند.
نصر از طریق برادرش در لبنان با یک مأمور حزب‌الله ارتباط برقرار کرد. از او خواسته شد اطلاعات نقشه‌های تأسیسات برق و گاز تل‌آویو را، از طریق یک افسر ارشد ارتش اسرائیل به‌دست آورده، و فعالیت‌های زرهی اسرائیلی در نزدیکی رام‌الله را زیر نظر داشته باشد.
او در سال ۲۰۰۲ دستگیر، به اتهام جاسوسی برای حزب‌الله محاکمه و به شش سال زندان محکوم شد. او در طول دوران حبس خود، به این امید که در یک معامله مبادله زندانیان گنجانده شود، تابعیت اسرائیلی خود را رها کرد. آزادی وی در تبادل زندانی به‌خواسته حزب‌الله در جریان جنگ ۲۰۰۶ لبنان توسط اسرائیل پذیرفته نشد. با این حال، در ۱ ژوئن ۲۰۰۸، او به عنوان بخشی از تبادل زندانیان با اعضای بدن سربازان اسرائیلی کشته شده در طول جنگ، به لبنان تبعید شد.